# Vrsn-end-of-zone-marker-dummy-record.root
vrsn-end-of-zone-marker-dummy-record.rootとは、かつて使用されていたDNSルートゾーンのドメインネームリスト中にある、診断用マーカーである。ルートゾーンの末尾にあるため、ルートネームサーバからのロードが不完全だとこのドメインは読み込まれない。このドメイン名が.rootを代表するトップレベルドメインだという主張もあるが、技術的にはそのような委任団体は存在しない。
root zoneファイルによると、当初はvrsn-end-of-zone-marker-dummy-record.rootだったが、2006年にvrsn-end-of-zone-marker-dummy-recordに置き換わり、2006年後半に元のvrsn-end-of-zone-marker-dummy-record.rootに戻った。
2010年に DNSSEC のルートサーバーへの導入に伴い、廃止された。
従来は vrsn-end-of-zone-marker-dummy-record.root エントリの存在の有無によって、DNSルートゾーンが最後まで読み込まれたかを確認していたが、 DNSSEC によりゾーンの完全性を確認できるようになり、不要となったためである。
過去には、ルートサーバーへのドメイン名のTXTレコードの問い合わせによって、存在を確認することができた。例えば、digコマンドで問い合わせするときは、
dig vrsn-end-of-zone-marker-dummy-record.root in any
Windowsのnslookupコマンドで問い合わせするときは、
nslookup -type=any vrsn-end-of-zone-marker-dummy-record.root
と入力すればよかった。
このエントリは"plenus"という語を返した。"plenus"とはラテン語で"満たされた"とか"完全な"という意味である。これは、ゾーンファイルの末端を示す印であった。
また、.rootドメインはOpen Root Server NetworkのルートゾーンでORSN-END-OF-ZONE-MARKER-DUMMY-RECORD.ROOTという形で見ることができる。このエントリは"europe"と返す。